# I Got That
 (octobre 2023).
I Got That est une chanson de la rappeuse américaine Amil en collaboration avec la chanteuse américaine R&B Beyoncé qui était alors encore membre des Destiny's Child. Elle est issue du troisième album studio d'Amil, All Money Is Legal et est sortie le 4 juillet 2000.